# Vernon (Utah)
Vernon és una població dels Estats Units a l'estat de Utah. Segons el cens del 2000 tenia 236 habitants.

## Demografia
Segons el cens del 2000, Vernon tenia 236 habitants, 77 habitatges, i 59 famílies. La densitat de població era de 12,1 habitants per km².
Dels 77 habitatges en un 42,9% hi vivien nens de menys de 18 anys, en un 68,8% hi vivien parelles casades, en un 7,8% dones solteres, i en un 22,1% no eren unitats familiars. En el 20,8% dels habitatges hi vivien persones soles el 9,1% de les quals corresponia a persones de 65 anys o més que vivien soles. El nombre mitjà de persones vivint en cada habitatge era de 3,06 i el nombre mitjà de persones que vivien en cada família era de 3,62.
Per edats la població es repartia de la següent manera: un 34,7% tenia menys de 18 anys, un 10,2% entre 18 i 24, un 22,5% entre 25 i 44, un 21,6% de 45 a 60 i un 11% 65 anys o més.
L'edat mediana era de 30 anys. Per cada 100 dones de 18 o més anys hi havia 94,9 homes.
La renda mediana per habitatge era de 42.500 $ i la renda mediana per família de 43.500 $. Els homes tenien una renda mediana de 38.333 $ mentre que les dones 22.500 $. La renda per capita de la població era de 13.053 $. Entorn del 10,7% de les famílies i el 13,2% de la població estaven per davall del llindar de pobresa.

## Poblacions més properes
El següent diagrama mostra les poblacions més properes.